# Chisamba Lungu
Chisamba Lungu (n. Kafue, Zambia, 31 de enero de 1991) es un futbolista zambiano. Juega de mediocampista. Además es internacional con la Selección de fútbol de Zambia con la que ganó la Copa Africana de Naciones en 2012.

## Clubes
| Club               | País    | Año         |
| ------------------ | ------- | ----------- |
| Zanaco Lusaka FC   | Zambia  | 2007 - 2009 |
| FC Baia Zugdidi    | Georgia | 2009 - 2010 |
| FC Ural Sverdlovsk | Rusia   | 2010 - 2017 |
| Alanyaspor         | Turquía | 2017 - 2018 |

## Selección nacional
Ha sido internacional con la Selección de fútbol de Zambia; donde hasta ahora, ha jugado 26 partidos, con esta fue campeón de la Copa Africana de Naciones  en 2012